# Affaire Conseil
L’affaire Conseil est une obscure affaire d'espionnage qui mit aux prises la France et la Suisse en 1836, sous la monarchie de Juillet.
Conseil est un espion français que le ministre français de l'Intérieur, Camille de Montalivet, a envoyé en Suisse après l'attentat d'Alibaud contre Louis-Philippe (25 juin 1836) pour infiltrer les milieux de révolutionnaires français qui se sont réfugiés sur le territoire helvétique. L'opération a été entièrement montée par le ministère de l'Intérieur, probablement avec l'aval du roi, dont Montalivet est l'un des familiers, sans avertir le ministre des Affaires étrangères et président du Conseil, Adolphe Thiers.
Pour mieux faire accroire que Conseil est un républicain important, le gouvernement français demande son expulsion aux autorités de la Confédération en affirmant qu'il s'agit d'un dangereux révolutionnaire, complice de Fieschi, auteur d'un très grave attentat contre le roi le 28 juillet 1835.
Mais, pour une raison inconnue, Conseil, loin de jouer le jeu, révèle toute la machination en produisant les faux passeports qui lui ont été remis par les autorités françaises. Ces révélations suscitent l'indignation des autorités suisses, qui demandent des explications à la France. Le gouvernement français, pris en flagrant délit, n'a d'autre ressource que de mentir effrontément en criant au scandale et en criant plus fort que les Suisses. En définitive, au mois de novembre 1836, la Suisse décide d'enterrer l'affaire qu'elle déclare née d'un « malentendu ».

## Source
- Guy Antonetti, Louis-Philippe, Paris, Librairie Arthème Fayard, 2002, p. 763 –  (ISBN 978-2-213-59222-0).